# Reunión Internacional de Atletismo 2010
Reunión Internacional de Atletismo 2010 – halowy mityng lekkoatletyczny zaliczany do cyklu World Indoor Meetings, który odbył się w Walencji 13 lutego. Areną zmagań sportowców był Luis Puig Palace. 

## Rezultaty
| NR - rekord kraju \| WL - najlepszy tegoroczny wynik na listach światowych \| PB - rekord życiowy \| SB - najlepszy wynik w sezonie \| AR - halowy rekord kontynentu \| NJR - halowy rekordy kraju juniorów |

### Mężczyźni
| Konkurencja               | 1. miejsce        | 1. miejsce     | 2. miejsce        | 2. miejsce | 3. miejsce           | 3. miejsce   |
| ------------------------- | ----------------- | -------------- | ----------------- | ---------- | -------------------- | ------------ |
| Bieg na 60 m              | Churandy Martina  | 6,62           | Simone Collio     | 6,62 SB    | Olusoji Fasuba       | 6,68         |
| Bieg na 400 m             | Mark Ujakpor      | 47,10 PB       | Santiago Ezquerro | 47,15 SB   | Pau Fradera Miralles | 48,39 PB     |
| Bieg na 800 m             | Jurij Borzakowski | 1:46,54        | Adam Kszczot      | 1:46,61    | Robin Schembera      | 1:46,66 PB   |
| Bieg na 1500 m            | William Biwott    | 3:35,86 PB     | Gideon Gathimba   | 3:36,54 PB | Geoffrey Rono        | 3:37,18 PB   |
| Bieg na 3000 m            | Sergio Sánchez    | 7:32,41 AR, PB | Brimin Kipruto    | 7:42,99 PB | Mohamed Moustaoui    | 7:45,43 SB   |
| Bieg na 60 m przez płotki | Dayron Capetillo  | 7,69           | Felipe Vivancos   | 7,79       | Ty Akins             | 7,80         |
| Skok w dal                | Luis Felipe Méliz | 8,07 SB        | Wilfredo Martínez | 8,03 SB    | Eusebio Cáceres      | 8,02 NJR, PB |
| Pchnięcie kulą            | Tomasz Majewski   | 19,93          | Daniel Taylor     | 19,71      | Carlos Véliz         | 19,50 PB     |

### Kobiety
| Konkurencja               | 1. miejsce          | 1. miejsce | 2. miejsce          | 2. miejsce | 3. miejsce                       | 3. miejsce |
| ------------------------- | ------------------- | ---------- | ------------------- | ---------- | -------------------------------- | ---------- |
| Bieg na 60 m              | Digna Luz Murillo   | 7,32 PB    | Ana Torrijos        | 7,44 PB    | María Martín-Sacristán           | 7,63       |
| Bieg na 400 m             | Begoña Garrido      | 55,20      | Eva Martín Estévez  | 55,77 SB   | Laia Vilalta Blanch              | 55,85 PB   |
| Bieg na 800 m             | Hasna Benhassi      | 2:01,87 SB | Elián Périz         | 2:03,52 PB | Veronika Mráčková                | 2:04,56    |
| Bieg na 1500 m            | Sylwia Ejdys        | 4:07,17 PB | Renata Pliś         | 4:09,85 PB | Jéssica Augusto                  | 4:09,91 PB |
| Bieg na 60 m przez płotki | Ana Torrijos        | 8,23       | Marta Miro Manero   | 8,77       | Estefania Estrella Fortes Criado | 8,79       |
| Skok w dal                | Concepción Montaner | 6,32 SB    | Yoleinis Gorbachov  | 6,27 SB    | Comfort Onyali                   | 6,23 PB    |
| Skok wzwyż                | Ruth Beitia         | 1,94       | Chaunté Howard-Lowe | 1,94       | Anna Iljuštšenko                 | 1,90       |
| Skok o tyczce             | Carolin Hingst      | 4,51 SB    | Jiřina Ptáčníková   | 4,51 PB    | Lisa Ryjikh                      | 4,41 SB    |